# 菊水總本店
菊水總本店（きくすいそうほんてん）は、かつて存在した日本の和菓子製造販売企業。兵庫県神戸市中央区多聞通3丁目に本店を置いていた。

## 概要
1868年（明治元年）創業。湊川神社の向かいに位置し、創業者は楠木正成を深く敬って茶屋を出した。1872年（明治5年）、神社の社殿竣工の際、氏子が瓦を寄進したことにちなんで瓦せんべいを創出したとする。
瓦せんべいには終売まで菊水紋や楠木正成を焼き印で描き込んでいた。
有栖川宮熾仁親王より菊水の姓を贈られる。
1981年の神戸ポートアイランド博覧会（ポートピア）の際には直営店を出店し、好調な売れ行きを示した。しかしその後は経営が不振となり、2006年にUCC上島珈琲の子会社となったが、2010年1月にいったん清算された。2か月後に元従業員の出資により復活したものの、工場や店舗の老朽化が進んだことに加え、新型コロナウイルス感染症の流行で事業譲渡も困難と判断し、2022年（令和4年）3月21日をもって閉店した。